# Lilla Djupasjön (Örby socken, Västergötland)
Lilla Djupasjön är en sjö i Marks kommun i Västergötland och ingår i Viskans huvudavrinningsområde. Sjön har en area på 0,0524 kvadratkilometer och ligger 162,5 meter över havet.

## Delavrinningsområde
Lilla Djupasjön ingår i det delavrinningsområde (637390-131618) som SMHI kallar för Mynnar i Östra Öresjön. Medelhöjden är 169 meter över havet och ytan är 40,62 kvadratkilometer. Det finns inga avrinningsområden uppströms utan avrinningsområdet är högsta punkten. Kroksån som avvattnar avrinningsområdet har biflödesordning 3, vilket innebär att vattnet flödar genom totalt 3 vattendrag innan det når havet efter 52 kilometer. Avrinningsområdet består mestadels av skog (74 procent) och sankmarker (11 procent). Avrinningsområdet har 1,42 kvadratkilometer vattenytor vilket ger det en sjöprocent på 3,5 procent.